# Daniel Archinard
Daniel Archinard (Genève, 8 september 1698 – Brunswijk, 29 december 1755) was een prediker en dominee.

## Biografie
André Archinard, een hugenotenvluchteling en zoon van de schoenmaker, en zijn echtgenote Elisabeth studeerden vermoedelijk vanaf 1715 aan de academie in Lausanne. In 1717 verhuisde hij naar zijn geboorteplaats Genève. In de jaren 1721 tot 1724 studeerde hij theologie aan de Philipps Universiteit in Marburg; in 1724 deed hij daar zijn examen. Op 19 november van dat jaar werd hij in Hessen-Homburg gewijd. Hij werd daar weliswaar geen dominee; hij gaf daarentegen van 1725 tot 1728 aan de academie in Genève hoorcolleges. In 1728 nam Archinard eindelijk een functie als dominee aan in Kopenhagen, in een Frans-gereformeerde gemeente. Hij werkte daar vermoedelijk tot het jaar 1732. In het daaropvolgende jaar werd hij dominee in Schwabach; in 1736 in de gemeenten Leckringhausen en Wolfhagen. In Hofgeismar en Schöneberg oefende hij de ambt als dominee van 1741 tot 1745 uit. Daarna was hij in dienst van de gemeente Brunswijk, waar hij tot zijn dood bleef. Bij het nageslacht blijft Daniel Archinard bekend als een vooraanstaande dominee.

## Publicaties
- L'Exellence du ministère evangelique, au sermon inaugural (Matth. 5, 14-16). Destiné pour le jour d'installation dans la charge de pasteur de l'eglise francoise de Hofgeismar, Cassel, 1742.